# Prorogation du parlement
La prorogation est la fin d'une session parlementaire au Parlement du Canada ou dans les parlements de ses provinces et territoires. Elle est différente d'une suspension de séance ou d'un ajournement, qui ne mettent pas fin à une session. Elle diffère aussi d'une dissolution du Parlement, qui met fin à la fois à la session et à la législature et exige une élection à la Chambre des communes dans le parlement fédéral bicaméral et à l'Assemblée législative dans les parlements unicaméraux des provinces.
Dans le système parlementaire canadien, la législature est normalement prorogée avec l'achèvement du calendrier des travaux énumérés dans le discours du Trône et reste ajournée jusqu'à ce que le gouverneur général, au niveau fédéral, ou le lieutenant-gouverneur, dans une province, convoque les parlementaires.
Depuis 2008, la prorogation a suscité beaucoup de discussions tant parmi les universitaires que le public canadien, car cette mesure politique est utilisée plus fréquemment par le premier ministre Stephen Harper que par ses prédécesseurs.

## Fonctionnement
En vertu de la Constitution du Canada, il appartient au roi de proroger une législature, mais cela se fait habituellement, au niveau fédéral, par son représentant le gouverneur général, et au niveau provincial, par le lieutenant-gouverneur de la province. Comme pour toute action du souverain ou de son représentant, cette action ne se fait que sur la recommandation du premier ministre qui a la confiance de la chambre élue du parlement. 
Une session parlementaire dure jusqu'à sa prorogation, à la suite de laquelle, sans aucune cérémonie, la chambre et le sénat cessent leurs travaux jusqu'à ce que le gouverneur général émette une proclamation appelant à l'ouverture d'une nouvelle session. 
La prorogation est une action nécessaire, particulièrement dans les situations où le gouvernement a besoin d'arrêter et de se recentrer. Toutefois, un usage arbitraire du pouvoir de prorogation peut briser le fragile équilibre de pouvoir existant entre les différentes composantes du gouvernement. Il est indispensable que le parlement soit convoqué afin que l'opposition puisse demander compte au cabinet de ses actions, ce qui est fondamental dans l'exercice d'un gouvernement responsable.

## Origine
La prorogation a été utilisée plus d'une centaine de fois dans l'histoire parlementaire canadienne. Au XIXe siècle et au début du XXe siècle, les prorogations au Canada duraient toujours au moins la moitié de l'année. Le parlement était normalement en session de février à juin, et était prorogé pour le reste de l'année, ce qui donnait à ses membres la possibilité de passer du temps dans leur comté. C'est seulement lorsque d'importantes questions législatives durent être débattues et adoptées au cours de la Seconde Guerre mondiale que le Parlement commença à siéger pour des périodes plus longues. Par la suite, l'expansion du rôle du gouvernement dans la vie des citoyens au cours des années 1950 et 1960 a nécessité des prorogations pour de plus courtes périodes. En outre, l'arrivée de moyens modernes de communication a rendu inutiles les longues vacances du Parlement, députés et sénateurs étant à même de contacter leur circonscription électorale quand ils le désirent et de s'y rendre durant les ajournements de séance. 
Aujourd'hui, une session dure environ un an, avec une prorogation de quelques jours. Le début d'une nouvelle session est davantage dicté par des considérations pratiques ou politiques que par le souci de permettre aux membres du parlement de quitter Ottawa. Entre 1867 et 1980, la durée moyenne des prorogations était de 151 jours, alors qu'elle n'était que de 22 jours pour la période de 1980 à 2010. 

## Précédents
En 1873, durant la 2e législature, le Premier ministre John A. Macdonald demande au gouverneur général, Lord Dufferin, de proroger le parlement afin de mettre fin aux travaux d'un comité qui faisait enquête sur son implication dans le scandale du Pacifique. Le gouverneur général finit par accepter, mais limite la prorogation à une période de 10 semaines, puis nomme une commission chargée de poursuivre les audiences et en communique le rapport au parlement lors de son retour. En conséquence, Macdonald a fait l'objet d'une motion de censure et dut démissionner. Selon Christopher Moore (en), ce fut le début d'une évolution des rapports entre les députés d'arrière-banc et le premier ministre : « Macdonald a inventé la machine de parti, un parti discipliné, centralisé et loyal, qui n'oserait pas se tourner contre lui comme il l'avait fait en 1873. Au milieu du XXe siècle, les caucus parlementaires se faisaient dire par leur chef qu'ils n'avaient pas le droit de mettre en cause ce qu'il faisait ou déclarait. »,. 
En 2002, la gouverneure générale Adrienne Clarkson accepte de proroger la législature à la demande du premier ministre Jean Chrétien, évitant ainsi à ce dernier le dépôt d'un rapport à un comité de la Chambre des communes sur le scandale des commandites. Lors du rappel du parlement, l'enquête s'est poursuivie et Chrétien a démissionné en décembre de l'année suivante.
Le 4 décembre 2008, Stephen Harper a demandé la prorogation du parlement à la gouverneure générale Michaëlle Jean, après que l'opposition PLC et le NPD se furent entendus pour former une coalition avec le soutien du Bloc québécois et eurent menacé le gouvernement minoritaire d'une motion de censure. La gouverneure générale a consulté des experts constitutionnels durant deux heures avant d'accepter la requête du premier ministre. À la fin de son mandat, Jean a révélé à l'agence Canadian Press que ce délai était voulu pour envoyer un message et pour que l'on comprenne que la matière demandait réflexion,. Peter H. Russell (en), qui avait été consulté par Jean, déclara aussi que la décision d'accepter la requête de Harper ne devait pas être vue comme une validation automatique. Selon lui, la prorogation a été accordée sous deux conditions: (a) que le parlement serait bientôt rappelé et (b) que le Cabinet présenterait le budget proposé en faisant du vote sur le budget une question de confiance. Selon Russell, cela devait empêcher les premiers ministres à l'avenir d'utiliser ce précédent pour proroger le parlement pour une quelconque raison. Selon Nelson Wiseman, professeur de science politique à l'Université de Toronto, aucun premier ministre au Canada n'a abusé du pouvoir de proroger autant que l'a fait Harper.
Le 30 décembre 2010, Harper fait une autre demande de prorogation à la gouverneure générale. La raison invoquée est d'ajourner le parlement durant les jeux olympiques d'hiver de Vancouver qui se tiennent en février 2010. Selon les membres de l'opposition, la véritable raison était d'éviter à Harper d'avoir à répondre sur le traitement des prisonniers en Afghanistan.
En octobre 2012, à la demande de Dalton McGuinty, qui dirige un gouvernement minoritaire, le lieutenant gouverneur de l'Ontario (en) David Onley proroge la législature ontarienne. McGuinty annonce en même temps qu'il va démissionner du poste de premier ministre et chef du parti libéral de l'Ontario dès que son successeur aurait été élu. John Milloy (en) a soutenu que la prorogation était nécessaire parce que l'on se butait à une impasse dans les discussions avec les chefs syndicaux et l'opposition en vue de geler les salaires du secteur public. L'opposition prétend que la véritable raison était d'éviter la publicité négative découlant de l'enquête sur l'affaire Ornge Air, ainsi que sur la décision controversée d'arrêter la construction de deux centrales au gaz lors de l'élection précédente et une menace de motion de censure pour mépris du parlement. En 2013, Onley explique que, tout en ayant discuté la question avec McGuinty, il ne pouvait en fin de compte que se conformer à la Constitution et aux principes d'un gouvernement responsable.
À l'automne 2013, la première ministre de Colombie-Britannique, Christy Clark, proroge le parlement pour toute la session d'automne.

## Demandes de réforme

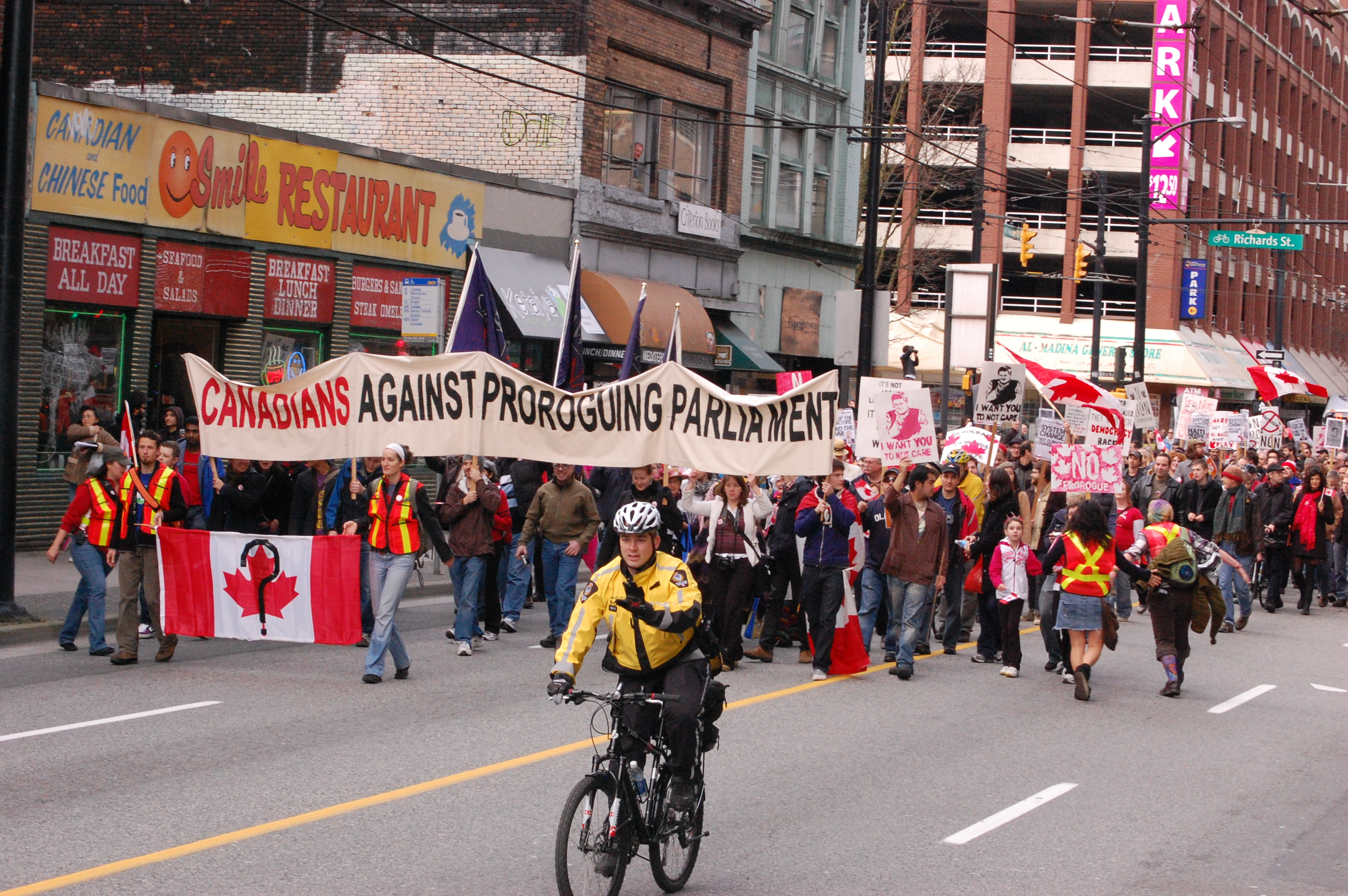
Manifestation contre la prorogation du parlement à Vancouver, 2010.

Les prorogations du parlement fédéral en 2008 et 2009, que le public soupçonnait avoir été recommandées pour des fins politiques, entrainèrent des mouvements de protestation dans plusieurs villes (en). Dans la semaine qui suivit la dernière de ces prorogations, l'organisation Thousands protest Parliament's suspension Fair Vote Canada / Représentation équitable au Canada a recueilli les signatures de 132 spécialistes de science politique à une lettre condamnant cette décision et réclamant une réforme de la loi électorale. 
Les 20 et 23 janvier 2010, le chef du Nouveau Parti démocratique (NPD), Jack Layton, demande que soient posées des limites à la prorogation et annonce que son parti proposerait des changements législatifs exigeant une majorité des voix pour une prorogation du parlement. Quelques jours plus tard, le chef du Parti libéral du Canada (PLC), Michael Ignatieff, réclame aussi des limites au pouvoir du premier ministre de recommander une prorogation du parlement, et propose un plan exigeant le consentement de la Chambre des communes, à la suite de dix jours de débats. Il écarte la question de la constitutionnalité de ces changements en disant que si de nouvelles règles étaient établies, les gouverneurs généraux respecteraient ces conventions comme ils l'ont toujours fait, ajoutant que « le problème ne vient pas du gouverneur général, mais du premier ministre du Canada ». 
Peu après, le NPD dépose une proposition à la Chambre des communes demandant au Premier ministre de ne pas recommander la prorogation du parlement pour plus de sept jours, sauf avec le consentement de la Chambre. Cette proposition est adoptée le 17 mars 2010 par un vote de 139 à 135. Toutefois, ce genre de proposition n'a pas force de loi. Cinq jours plus tard, le PLC, le Bloc québécois et le NPD utilisent leur majorité au sein du comité des Communes sur les procédures pour approuver une réforme de la prorogation, en vertu de laquelle le premier ministre devrait obtenir le consentement de la Chambre avant de recommander la prorogation au gouverneur général.
En octobre 2010, Peter Russell organise pour le mois de février 2011 une conférence internationale d'experts constitutionnels, d'historiens et de hauts-fonctionnaires de divers pays dans l'espoir d'arriver à un consensus sur la façon dont la prérogative royale devrait être utilisée lors d'événements similaires à ceux qui eurent lieu fin 2008. À la suite de la prorogation, en octobre 2012, de la Chambre en Ontario, Daniel Weinstock, professeur de droit à l'Université McGill, estime qu'il peut être nécessaire de discipliner le pouvoir et de limiter dans toutes les juridictions canadiennes la prérogative royale de proroger le parlement. Selon le philosophe Christian Nadeau, de l'Université de Montréal, « l'usage abusif d'un mécanisme comme celui de la prorogation montre à quel point nous ne sommes pas protégés contre les formes d'autoritarisme et d'abus de pouvoir ». Des journalistes, tels Norman Spector (en) et Andrew Coyne (en), déplorent également l'abus de pouvoir qu'est la prorogation et ses effets négatifs sur la démocratie au Canada.

### Justiciabilité d’une prorogation au Canada
La justiciabilité de la prorogation parlementaire au Canada a été examinée par la Cour fédérale dans l’affaire MACKINNON c. Procureur général du Canada (2025 CF 422). Cette décision a soulevé d’importantes questions sur les limites du contrôle judiciaire des prérogatives royales et sur le rôle du gouverneur général dans l’exercice de cette fonction.
L’affaire Mackinnon c. Canada (Procureur général), 2025 CF 422 est une décision de la Cour fédérale du Canada portant sur la justiciabilité de la prorogation du Parlement sur conseil du Premier ministre. Les demandeurs, David Joseph MacKinnon et Aris Lavranos, ont contesté la légalité de la décision du Premier ministre Justin Trudeau de proroger la 44ᵉ législature du Parlement jusqu’au 24 mars 2025, arguant qu’elle visait à empêcher une motion de non-confiance et à favoriser une transition au sein du Parti libéral.
La Cour fédérale a conclu qu’elle avait compétence pour examiner la prorogation et que la question était justiciable. Toutefois, elle a rejeté la demande, estimant que les demandeurs n’avaient pas prouvé que le Premier ministre avait excédé son autorité constitutionnelle. Cette décision s’appuie sur l’interprétation des principes de souveraineté parlementaire et de gouvernement responsable, ainsi que sur la jurisprudence britannique (Miller II). L’affaire a soulevé d’importants débats sur l’équilibre des pouvoirs entre l’exécutif et le législatif au Canada,.